# В открытом море (фильм, 1997)
«В откры́том мо́ре» (англ. Out to Sea) — американская романтическая комедия, повествующая о времяпровождении двух братьев на круизном лайнере. Режиссёр Марта Кулидж. Премьера фильма состоялась 2 июля 1997 года.

## Сюжет
Чарли и его сводный брат Герб отправляются подработать на круизный лайнер, где планируют познакомиться с богатыми дамами. Их надежды были тщетны: номер похож на конуру, а работать им приходится партнёрами по танцам для дам преклонного возраста. Но на лайнере они всё-таки находят себе подходящих спутниц: Лиз и Вивиан.

## Роли исполняли

### В главных ролях
- Джек Леммон — Herb Sullivan
- Уолтер Маттау — Charlie Gordon

### Второстепенные персонажи
- Дайан Кэннон — Liz LaBreche
- Глория Дехейвен — Vivian
- Брент Спайнер — Gil Godwin
- Элейн Стритч — Mavis LaBreche
- Хэл Линден — Mac Valor
- Дональд О’Коннор — Jonathan Devereaux
- Эдвард Мёлхеар — Cullen Carswell
- Ру Макклэнахан — Ellen Carruthers